# Stopaż

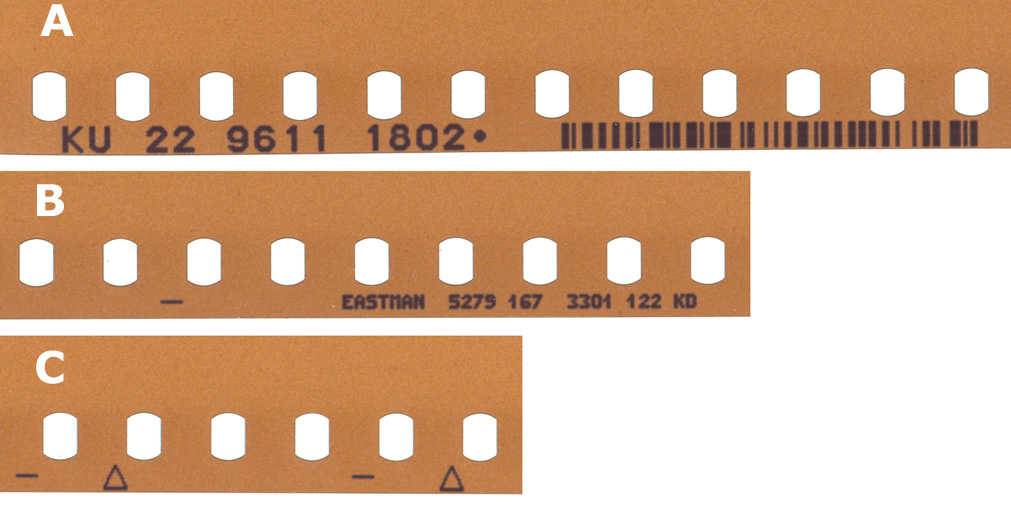
Stopaż wraz z kodem kreskowym (A) naniesiony na film negatywowy Kodaka. Ponadto na ilustracji widoczne są informacje o typie filmu wraz z numerem emulsji (B) oraz kod określający datę produkcji materiału (C).

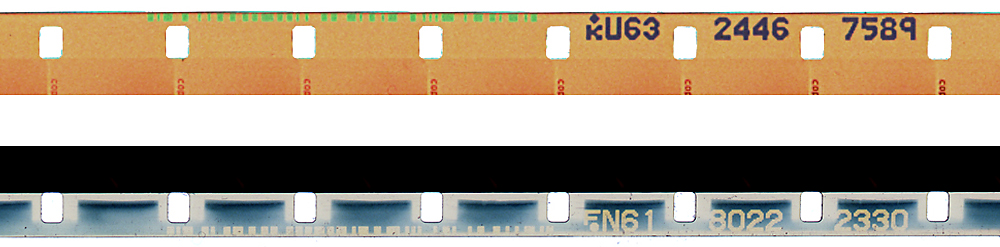
Przykład stopażu na filmie 16 mm: negatywowym (góra) i pozytywowym, po przepisaniu z (innego) negatywu (dół). W obu przypadkach widoczny jest również kod kreskowy.

Stopaż – fabryczna numeracja klatek na filmowych taśmach negatywowych. Dzięki niej można zidentyfikować potrzebny (np. podczas montażu) zakres klatek filmowych. Umożliwia on m.in. ścięcie oryginalnego negatywu na podstawie kopii reżyserskiej.
Stopaż jest przekopiowywany na taśmę pozytywową, celem późniejszej identyfikacji ujęć.
Stopaż pojawia się na taśmie filmowej w równych odstępach:
- dla taśmy 16 mm: co 20 klatek[1],
- dla taśmy 35 mm: co 16 klatek[2],
- dla taśm 65/70 mm: co 24 klatki[3].

Oprócz typowej, czytelnej dla człowieka, numeracji te same informacje mogą być też naniesione na filmie w postaci kodu kreskowego, co znacząco ułatwia automatyczną identyfikację klatek w systemach elektronicznych.